# Urelytrum
Urelytrum é um género botânico pertencente à família Poaceae.